# Сириус
Си́риус (лат. Sirius), также α Большого Пса (лат. α Canis Majoris) — звезда созвездия Большого Пса. Звезда главной последовательности, спектрального класса A1. Ярчайшая звезда ночного неба; её светимость в 25 раз превышает светимость Солнца, при этом не является рекордной в мире звёзд — высокий видимый блеск Сириуса обусловлен его относительной близостью к Земле. Сириус виден из любого региона Земли, за исключением самых северных её областей. Находится на расстоянии 8,6 светового года от Солнечной системы и является одной из ближайших к Земле звёзд.
В 1844 году Фридрих Бессель предположил, что Сириус является двойной звездой. В 1862 году Альван Кларк подтвердил это, обнаружив звезду-компаньона, получившую название Сириус B; с этого момента видимую невооружённым глазом звезду иногда называют Сириусом A. Две звезды вращаются вокруг общего центра масс на расстоянии примерно в 20 а. е. с периодом обращения, близким к 50 годам. В 1915 году астрономы, работавшие в обсерватории Маунт-Вильсон, установили, что Сириус B является белым карликом (это был первый из обнаруженных белых карликов). Из этого следует, что Сириус B в прошлом должен был быть гораздо массивнее Сириуса A, так как он в процессе эволюции уже покинул главную последовательность (парадокс Алголя).
Возраст системы Сириуса, по современным исследованиям, составляет примерно 230 млн лет (оценки варьируются от 200 до 300 млн лет). Первоначально система Сириуса состояла из двух бело-голубых звёзд спектрального класса В: Сириус A имел массу в 2 M☉, Сириус B — 5 M☉. Около 120 млн лет назад более массивный Сириус B прогорел и стал красным гигантом, затем сбросил внешнюю оболочку и перешёл в состояние белого карлика, в котором остаётся и поныне. В настоящее время Сириус B имеет массу в 1,02 M☉ и является одним из самых тяжёлых известных белых карликов (масса типичных белых карликов 0,5—0,6 M☉).

## История
| M44 | X1 · N14 |

| M44 | X1 · N14 |

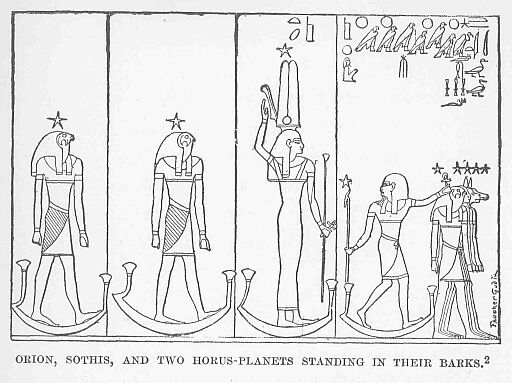
Исида, Осирис и Хоры (изображающие планеты) в небесных лодках

Многие древние культуры придавали особое значение звезде Сириус. Во времена Раннего царства жители долины реки Нил поклонялись ей как богине Сопдет (в греческой передаче Σῶθις, Сотис), небесному воплощению Исиды. Сириус часто изображали как Исиду, стоящую в небесной лодке, с пятиконечной звездой над головой, обращённую к стоящему справа Осирису (который, в свою очередь, ассоциировался со звёздами пояса Ориона). Кроме того, с Сириусом также связывалась богиня Хатхор, изображавшаяся в виде коровы, меж рогов которой обычно изображался Сириус в виде звезды. Египетские жрецы по наблюдениям гелиакического восхода Сириуса после его 70-дневного отсутствия на небосклоне точно предсказывали начало разлива Нила. Календарным годом в Древнем Египте считался период между двумя гелиакическими восходами Сириуса.
В шумеро-аккадской астрономии звезду называли Стрела и связывали с богом Нинуртой. В надписи на монументе Тиглатпаласара I (XI век до н. э.) сказано: «в дни холода, мороза, льда, в дни появления звезды Стрела, которая [тогда] огненно-красная, как медь», здесь описывается акронический восход Сириуса, который в средне- и новоассирийский периоды приходился на середину зимы.
Современное название Сириуса происходит от написания Sirius — латинской транскрипции греческого Σείριος («яркий», «блестящий»). Со времён античности Сириус и Процион назывались пёсьими звездами.
Согласно греческой мифологии, звездой Сириус стала собака Ориона или Икария. В «Илиаде» (XXII 30) Гомер называет её «псом Ориона». Греки также ассоциировали Сириус с летней жарой: название звезды происходит от слова, означающего «жаркий день». По словам греческого поэта III века до н. э. Арата, она именуется так, ибо сияет «с ослепительно ярким блеском».
Звезда также имела латинское название Canicula, что означает «маленькая собака, собачка»; в Древнем Риме период летней жары, совпадавший с началом утренней видимости Сириуса, называли dies caniculares — «собачьи дни», отсюда и происходит слово «каникулы». Перевод латинского названия — «псица» — приводимый в книге «Назиратель» XVI века, является ранним названием (или одним из ранних названий) Сириуса на русском языке.
В настоящее время Сириус имеет голубовато-белый цвет, но древние записи описывают его как красную звезду. Древнеримский философ Сенека писал, что «в небе явлены самые разные цвета: Пёс — ярко-красный, Марс — тусклее, Юпитер вовсе лишён цвета, испуская чистый свет», а основоположник системы мира Клавдий Птолемей, что Сириус — «красноватая, самая яркая [из всех неподвижных звёзд] звезда во рту [фигуры созвездия], называемой Псом». Упоминания о красном Сириусе встречаются также в легендах некоторых других народов. В книге «Микромегас» (XVIII век) Вольтера обитатель Сириуса описывает «наше солнце ближе к красному» (в отличие от желтоватого Солнца). В связи с этим высказывались мнения, что Сириус B сбросил внешнюю оболочку и стал белым карликом в историческое время.

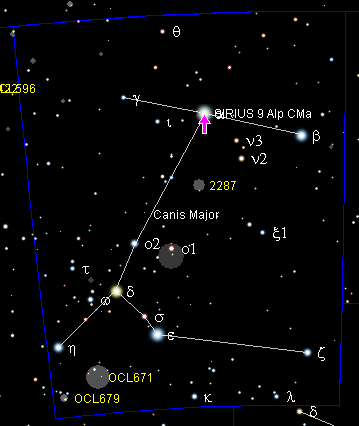
Расположение Сириуса в созвездии Большого Пса

В китайской астрономии звезду называли Лан («Волк») или Тяньлан («Небесный волк»). По словам Сыма Цяня, «когда планета Тай-бо [Венера] белого цвета, она сравнима со звездой Лан [Сириус], когда планета красноватого цвета, она сравнима со звездой Синь [Антарес]». «Когда пучки лучей этой звезды [Сириуса] меняют цвет, [на Земле] появляется множество воров и разбойников». При этом у Сыма Цяня присутствует немало указаний на то, что звёзды якобы постоянно меняют свой цвет, что заставляет относиться к его словам с осторожностью.
Возможность того, что эволюционные процессы на одной из двух звёзд изменили цвет Сириуса, отвергается астрономами на том основании, что несколько тысяч лет — слишком малый для таких изменений промежуток времени и в системе не наблюдается никакой туманности, которая должна была бы появиться, если бы такое радикальное изменение всё же произошло. Возможным альтернативным объяснением является то, что эпитет «красный» — это поэтическая метафора, связанная с плохими знамениями звезды. Возможно также, что сильное мерцание звезды, появляющееся, когда она восходит или заходит у горизонта, оставляло у наблюдавших её людей впечатление красного цвета.
Сириус стал одной из трёх первых звёзд, у которой было обнаружено собственное движение. Это было сделано в 1718 году Эдмундом Галлеем — сравнивая античный каталог звёздного неба Птолемея и наблюдения XVIII века, он обнаружил движение у Сириуса, Альдебарана и Арктура. Все эти три звезды обладают не самой большой скоростью собственного движения, но Альфа Центавра не была видна в Европе из-за её южного склонения, а звезда Барнарда в XVIII веке ещё не была открыта из-за своего незначительного видимого блеска.

### Открытие Сириуса B

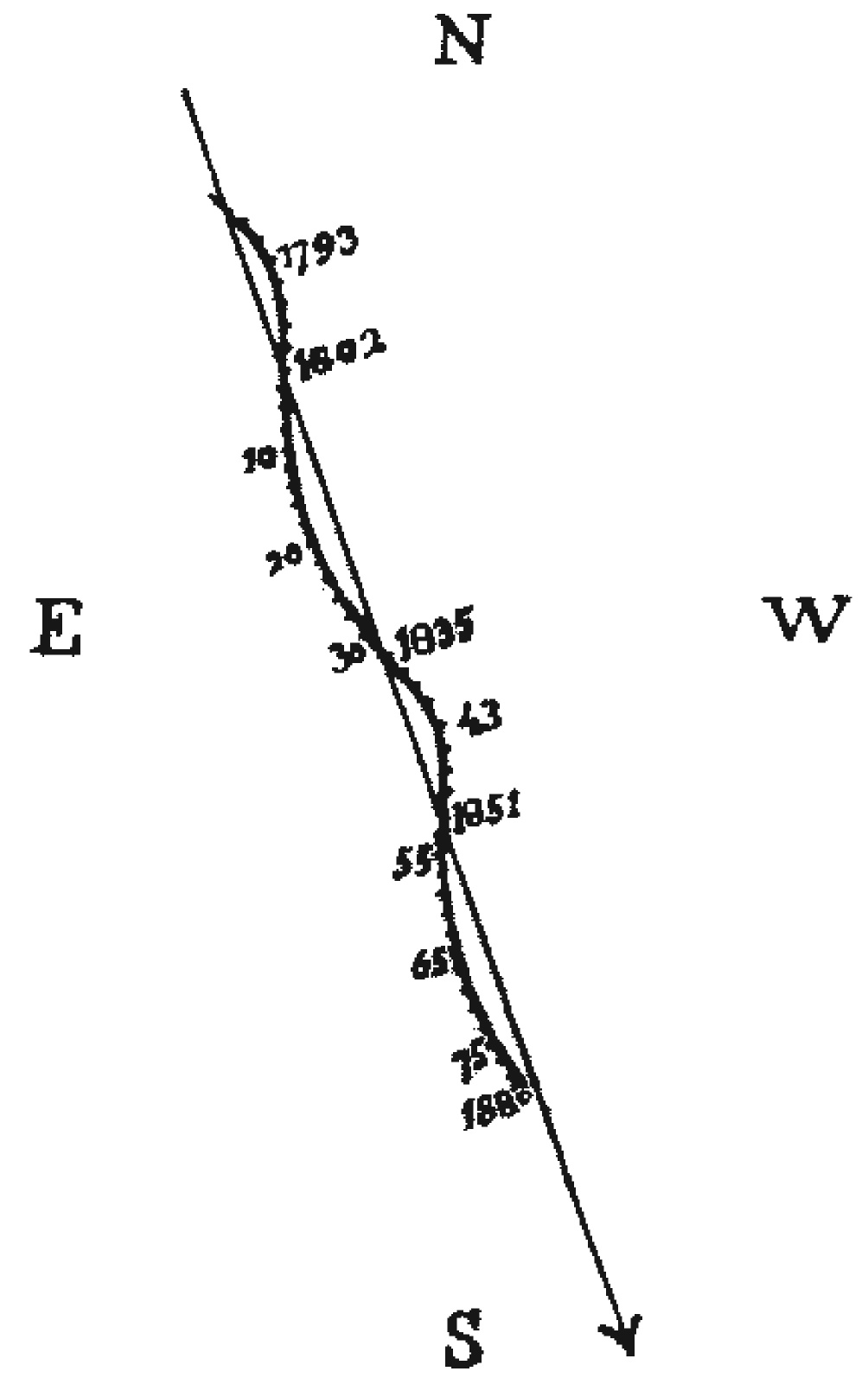
Траектория движения Сириуса по небесной сфере, XIX век

В 1844 году знаменитый немецкий астроном и математик, директор Кёнигсбергской обсерватории Фридрих Бессель обнаружил, что траектория движения Сириуса периодически, хотя и слабо, отклоняется от прямолинейной. В проекции на небесную сферу она представляла собой странную волнообразную кривую (собственное движение Сириуса весьма значительно и составляет 1,3 угловые секунды в год, поэтому отклонения от прямолинейной траектории было возможно зафиксировать за сравнительно небольшой период наблюдений).
Это «вихляние» Бессель объяснил влиянием некой «скрытой массы», которая вместе с Сириусом вращается вокруг общего центра масс с периодом обращения, равным 50 годам. Сообщение было встречено скептически — из предположения Бесселя следовало, что масса тёмного спутника должна быть примерно равной массе Солнца.
Спустя 18 лет, в январе 1862 года, предположение Бесселя блестяще подтвердилось. При испытании 18-дюймового (46-сантиметрового) рефрактора американский астроном Альван Грэм Кларк открыл рядом с Сириусом маленькую звёздочку, впоследствии обнаружившую орбитальное движение в соответствии с расчётами Бесселя. Это был триумф «астрономии тяготения». По значению это открытие не уступает открытию Нептуна.
Сириус B имеет видимый блеск 8,4m, при наибольшем удалении от Сириуса A (11 угловых секунд) его можно увидеть даже в небольшой телескоп. В моменты нахождения вблизи Сириуса A он труднодоступен для наблюдения. Эта звезда — первый открытый белый карлик (хотя задолго до него была открыта звезда 40 Эридана B, но то, что 40 Эридана B является белым карликом, стало известно позднее). Сириус B — один из самых массивных обнаруженных белых карликов.

## Местоположение и условия наблюдения Сириуса

Сириус (самая яркая звезда), Процион (выше и левее) и созвездие Ориона (справа). Между Сириусом и Проционом хорошо виден участок Млечного Пути

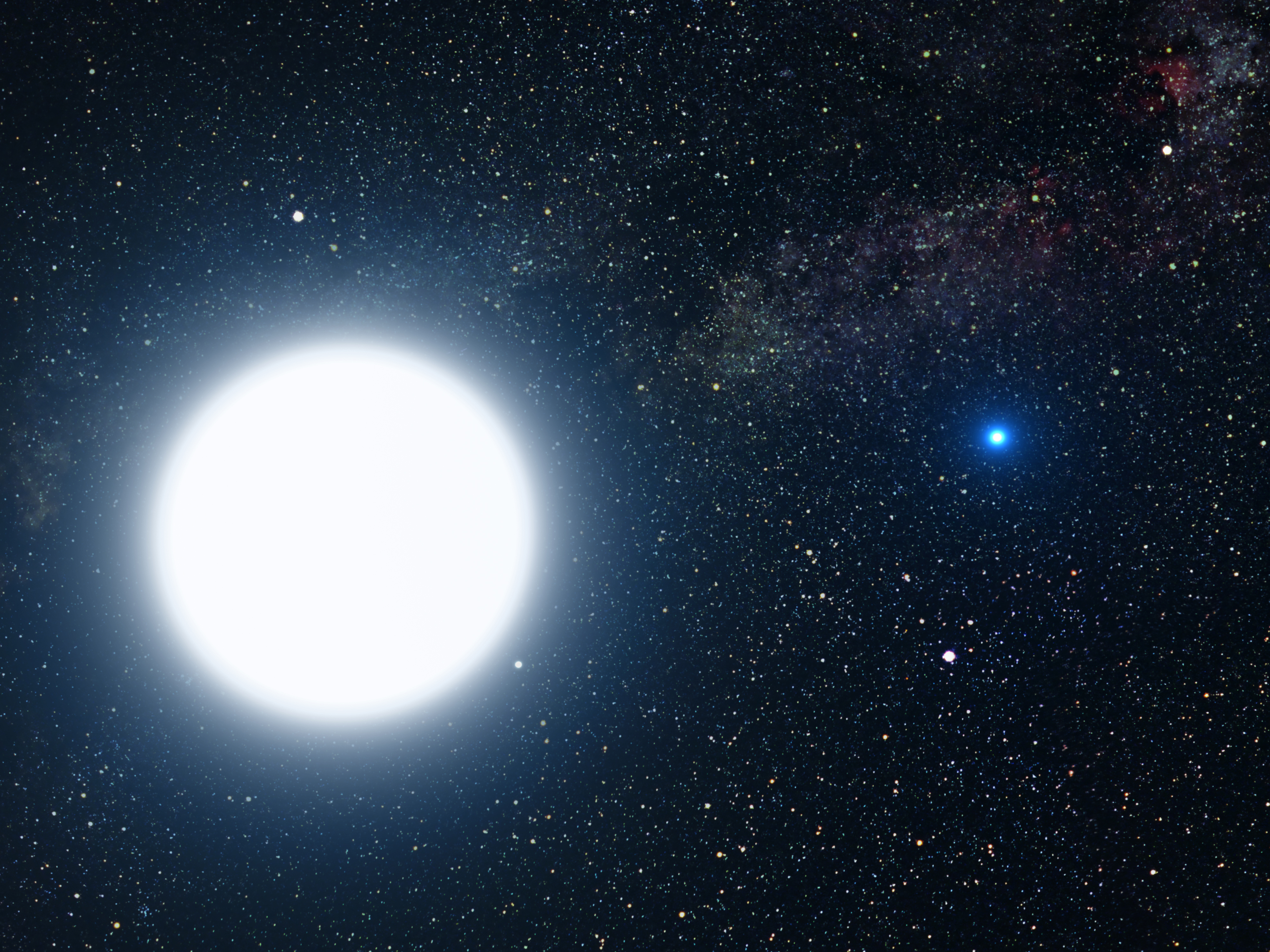
Примерный вид двойной системы Сириуса в представлении художника

Сириус находится в Южном полушарии неба. Но он недалёк от экватора, поэтому его можно наблюдать вплоть до 73° с. ш. — даже в таких северных городах России, как Мурманск, Верхоянск и Норильск. Сириус достаточно высоко (для уверенной видимости) поднимается над горизонтом вплоть до широт Петрозаводска.
В средних широтах России Сириус наблюдается в южной части неба. Осенью он виден под утро, зимой всю ночь и весной виден некоторое время после захода Солнца. Летом Сириус скрывается в лучах Солнца, не может быть виден с территории России и может быть виден только начиная со средних широт Южного полушария, где Солнце восходит позже Сириуса и заходит раньше него, будучи ниже над горизонтом, чем Сириус. Однако поскольку Сириус достаточно яркий объект, то при прозрачной атмосфере его можно наблюдать даже днём, необходимо только знать его местонахождение на небе. Также он хорошо обнаруживается на фотографиях дневного неба, особенно в горах.
Сириус — шестой по яркости объект на земном небе. Ярче него только Солнце, Луна, а также планеты Венера, Юпитер и Марс в период наилучшей видимости (см. Список самых ярких звёзд).
Главный ориентир для наблюдения — пояс Ориона. Проведённая через него прямая одной стороной указывает на северо-запад, где находится Альдебаран, а другой стороной — на юго-восток, где и находится Сириус. Даже не зная сторон света, невозможно спутать Сириус и Альдебаран, так как звёзды сильно отличаются по цвету и яркости.
При знании сторон света найти Сириус можно и с помощью других звёзд: Сириус находится к юго-западу от яркой звезды Процион, примерно в 35° к северу от Канопуса, примерно на 30° к югу от Альхены (γ Близнецов) или в 15° к востоку от Арнеба (α Зайца).
В настоящее время Сириус уверенно виден в Северном полушарии, однако вследствие прецессии приблизительно через 11 000 лет Сириус вообще не будет виден в Европе, а само созвездие Большого Пса станет околополюсным, так как Южный полюс мира будет пребывать в созвездии Парусов или Голубя. Северный полюс мира в это время будет находиться вблизи звезды Вега. Следует заметить, что древние народы, жившие около десятка тысяч лет назад в Европе, тоже ничего не знали о Сириусе, зато в то время они могли видеть Центавра вместе с Толиманом, который борется с Волком, а в ногах у него — Южный Крест.
Собственное движение Сириуса весьма значительно. После полного круга прецессии (через 25 776 лет) Сириус будет находиться уже далеко от нынешнего места, смещаясь на юго-запад, и будет расположен примерно посередине между звездой Мирцам и Фуридом (ζ Большого Пса) и будет уже уверенно доступен для наблюдения только югу центральной части России.
В то же время 26 тыс. лет назад (около 24 тыс. лет до н. э.) Сириус находился примерно в центре современного созвездия Единорога.

## Основные характеристики звезды
Сириус имеет видимый блеск −1,47m и является самой яркой звездой созвездия Большого Пса, а также самой яркой звездой всего ночного неба. В Северном полушарии Сириус виден как вершина Зимнего треугольника (другие его вершины — яркие звёзды Бетельгейзе и Процион). Сириус ярче, чем ближайшая звезда к Солнцу — Альфа Центавра, или даже сверхгиганты, такие как Канопус, Ригель, Бетельгейзе. Зная точные координаты Сириуса на небе, его можно увидеть невооружённым глазом и днём. Для наилучшего наблюдения небо должно быть очень чистым, а Солнце — находиться низко над горизонтом. Ближайшая система к Сириусу — Процион, которая удалена от него на 5,24 светового года (1,61 парсека).
Сириус A и B — одни из ближайших звёзд к Солнцу, расстояние до них составляет 8,6 светового года (2,6 пк). По удалённости от Земли Сириус занимает седьмое место, из десятка ярчайших звёзд видимых с Земли Сириус занимает первое место. Не обладая большой светимостью, Сириус ярок именно за счёт того, что он к нам близок. Будь Сириус на расстоянии 10 пк от Солнца, он был бы звездой с видимым блеском 1,8m (как ярчайшая звезда ковша Большой Медведицы).
В настоящее время Сириус приближается к Солнечной системе со скоростью 7,6 км/с, поэтому со временем видимый блеск звезды будет медленно расти.

## Система Сириуса

Орбита Сириуса B вокруг Сириуса A

Сириус — двойная звезда, которая состоит из звезды спектрального класса A1 (Сириус A) и белого карлика (Сириус B), вращающихся вокруг центра масс с периодом примерно 50 лет. Среднее расстояние между этими звёздами составляет около 20 а. е., что сравнимо с расстоянием от Солнца до Урана. Возраст системы лежит в пределах 225—250 миллионов лет. Космическая обсерватория IRAS зарегистрировала превышение потока инфракрасного излучения от системы Сириуса по сравнению с ожидаемым, что может свидетельствовать о наличии пыли в системе.
Масса Сириуса A составляет около 2 масс Солнца. Угловой диаметр звезды, измеренный методом интерферометрии, равен (5,936 ± 0,016) × 10−3 угловые секунды в модели плоского диска, а с учётом потемнения к краю, угловой диаметр составляет (6,039 ± 0,019) × 10−3 угловые секунды, что соответствует линейным размерам в 1,7 солнечного. Проекция скорости вращения Сириуса A вокруг своей оси на его экваторе на луч зрения относительно небольшая (16 километров в секунду), в связи с чем он имеет почти сферическую форму.
Сириус A будет существовать на главной последовательности ещё примерно 660 миллионов лет, после чего превратится в красный гигант, а затем сбросит свою внешнюю оболочку и станет белым карликом.
Сириус B — белый карлик, имеющий массу около 1 массы Солнца. Типичный белый карлик имеет массу порядка 0,6—0,7 массы Солнца, поэтому Сириус B считается одним из самых массивных белых карликов. Несмотря на массу, равную солнечной, его объём более чем в миллион раз меньше солнечного, а размеры соответствуют размеру земного шара. Прежде чем стать белым карликом, звезда прошла предыдущие стадии развития — сначала стадию главной последовательности, а затем стадию красного гиганта. Предполагается, что сброс оболочек Сириуса B произошёл примерно 120 миллионов лет назад. Масса звезды в период нахождения на стадии главной последовательности составляла 5 масс Солнца, а спектральный класс звезды был B4 или B5. В спектре Сириуса B наблюдается почти чистый водород.
Во время прохождения через стадию красного гиганта Сириус B, предположительно, обогатил металлами звезду Сириус A. В спектре Сириуса A обнаружена высокая металличность — так, содержание железа в атмосфере Сириуса A составляет 316 % от солнечного, также спектр говорит и о наличии других элементов тяжелее гелия.

## Ближайшее окружение Сириуса
Самой близкой другой звездой к Сириусу является Процион, расстояние между двумя звёздами составляет 5,2 светового года. Солнце также является одной из ближайших (шестое место по порядку удалённости) к Сириусу.
|  | 8,6 св. лет от Солнца |

Список всех звёзд, находящихся в пределах 10 световых лет от Сириуса:
| Звезда            | Спектральный класс | Расстояние, св. лет |
| ----------------- | ------------------ | ------------------- |
| Процион           | F5 V—IV; DQZ       | 5,2                 |
| Росс 614          | M4,5 Ve; M8 V      | 5,5                 |
| Звезда Лейтена    | M3,5 Ve            | 5,8                 |
| Звезда Каптейна   | M1 V               | 7,5                 |
| Эпсилон Эридана   | K2 V               | 7,8                 |
| Солнце            | G2 V               | 8,6                 |
| LHS 1565          | M5,5 V             | 8,9                 |
| Вольф 359         | M5,8 Ve            | 9,0                 |
| DX Рака           | M6,5 Ve            | 9,2                 |
| Проксима Центавра | M5,5 Ve            | 9,3                 |
| Альфа Центавра    | G2 V; K1 V         | 9,5                 |
| LTT 12352         | M3,5 V             | 9,9                 |

## Сверхскопление Сириуса
Ранее Сириус относили к движущейся группе Большой Медведицы. Эта группа насчитывает 220 звёзд, которых объединяет один возраст и схожее движение в пространстве. Изначально группа представляла собой рассеянное звёздное скопление, однако в настоящее время скопления как такового не существует — оно распалось и стало гравитационно несвязанным. Так, к этому скоплению принадлежат большинство звёзд астеризма Большой Ковш в Большой Медведице. Однако впоследствии учёные пришли к выводу, что это не так — Сириус значительно младше, чем это скопление и не может быть его представителем.
Одновременно учёные выдвинули предположение, что Сириус, наряду со звёздами β Возничего, Геммой (α Северной Короны), β Чаши, Курсой (β Эридана) и β Змеи, может быть представителем гипотетического сверхскопления Сириуса. Это скопление — одно из трёх больших звёздных скоплений (если оно действительно существует), расположенных в пределах 500 св. лет от Солнца. Другие такие скопления — Гиады и Плеяды.

## Сириус в мифах народов мира и в священных писаниях
Сириус, как самая яркая звезда неба, которая издавна привлекала внимание людей, часто упоминается во всех областях человеческой деятельности.
Сопдет — древнеегипетская богиня неба и наступления Нового года, почитавшаяся начиная с эпохи Раннего царства. Её олицетворением была звезда Сириус.
В мифах маори почиталось священное существо, которое живёт на небе и на самом высшем небе — десятом небе. Называлось оно Рехуа. Рехуа ассоциировался с некоторыми звёздами, причём у каждого народа была разная звезда, которая связывалась с этим мифическим существом. Для народа тухое на Северном острове Новой Зеландии это был Антарес, однако у многих народов этой звездой считался Сириус, ярчайшая и мудрейшая звезда неба. Поскольку Рехуа живёт на самом высоком небе, ему не грозила смерть, Рехуа мог оживить мёртвых и излечить любую болезнь. Многие маори верили, что видя Сириус, они видели Рехуа — мудрейшее из существ, которое только существует во Вселенной. В Коране также имеется упоминание звезды Сириус в аяте 53:49, с акцентом на то, что звезда не является божеством.